# Zuilen-Noord
Zuilen-Noord is een buurt in het stadsdeel Noordwest in Utrecht. De buurt wordt begrensd door de Zuilenselaan, de Amsterdamsestraatweg, de van Heukelomlaan en de rivier de Vecht. De buurt telde in 2023 3.775 inwoners.

## Geschiedenis
Eind jaren dertig was de "honger" naar nieuwe woonwijken van de stad Utrecht nog niet gestild. Omdat binnen de grenzen van de stad geen ruimte meer was, werd gebouwd op het grondgebied van de voormalige gemeente Zuilen. In 1940 werd de buurt van de woningbouwvereniging Eigen Haard opgeleverd, in de jaren daarna volgde de overige bebouwing. In 1954 werden de aan Utrecht vastgebouwde wijken geannexeerd.

## Vernieuwing
De in de jaren vijftig gebouwde flats met de naam Pedagogenbuurt zijn gesloopt en vervangen door moderne nieuwbouw met de naam Groenzuilen.

## Overig
In de buurt Zuilen-Noord bevindt zich het voormalige gemeentehuis Daelwijck van Zuilen. Op het Sportpark Zuilen dat op de grens ligt tussen Utrecht en Maarssen speelt de voetbalvereniging Elinkwijk.

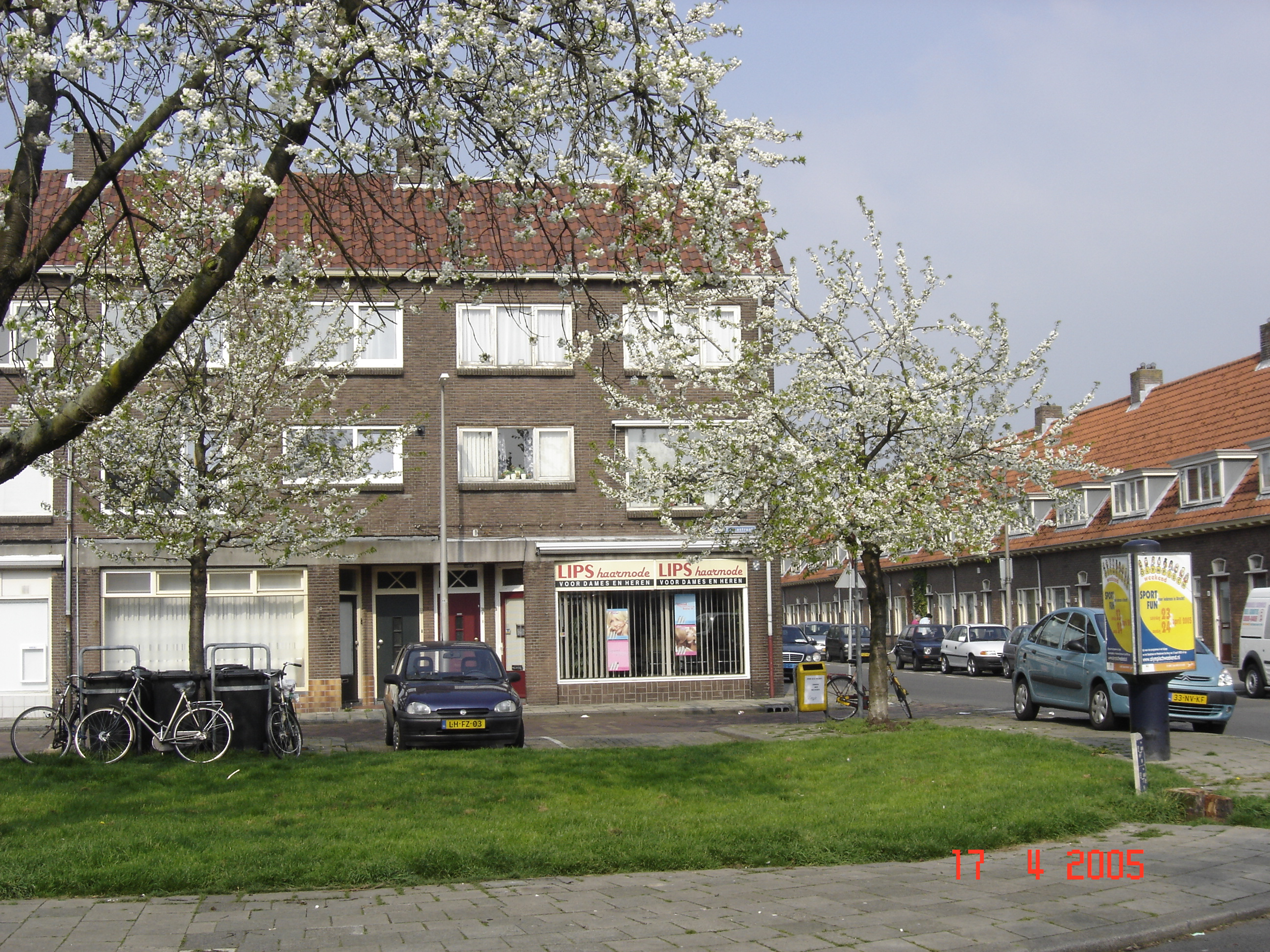
Winkelcentrum Talmastraat
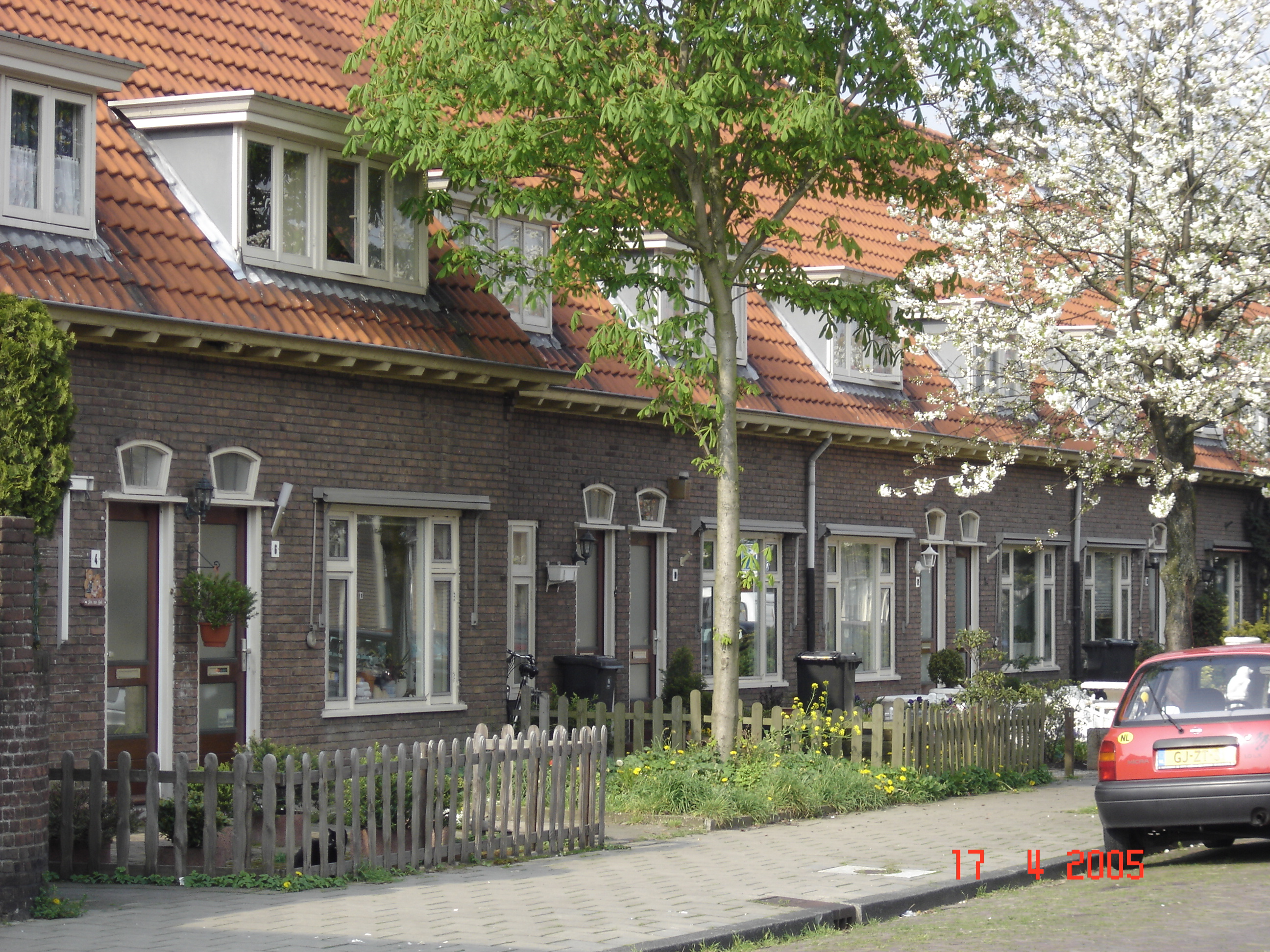
Luit Blomstraat

2e Daalsebuurt en omgeving · de Driehoek · Egelantierstraat, Mariëndaalstraat e.o. · Elinkwijk en omgeving · Geuzenwijk · Julianapark en omgeving · Loevenhoutsedijk en omgeving ·  Ondiep · Prins Bernhardplein en omgeving · Queeckhovenplein en omgeving · Schaakbuurt · Zuilen-Noord